# Maxwell R. Thurman
Maxwell Reid Thurman (* 18. Februar 1931 in High Point, Guilford County, North Carolina; † 1. Dezember 1995 in Washington, D.C.) war ein US-amerikanischer General. Von 1983 bis 1987 bekleidete er das Amt des Vice Chief of Staff of the Army. Zudem unterstand ihm das United States Army Training and Doctrine Command. Von September 1989 bis November 1990 war er Befehlshaber des United States Southern Command und daher Befehlshaber der US-Streitkräfte während der US-Invasion in Panama.
Maxwell Thurman war ein Sohn von John Royster Thurman Jr. (1899–1977) und dessen Frau Rose Moran Thurman (1900–1974). Er war ein jüngerer Bruder von Generalleutnant John Royster Thurman III (1924–2004). Über das ROTC-Programm der North Carolina State University gelangte er im Jahr 1953 als Leutnant in das Offizierskorps des US-Heeres. In der Armee durchlief er anschließend alle Offiziersränge vom Leutnant bis zum Vier-Sterne General.
Im Lauf seiner militärischen Karriere absolvierte Thurman verschiedene Kurse und Schulungen. Dazu gehörten unter anderem das Command and General Staff College und das United States Army War College.
In seinen jüngeren Jahren absolvierte er den für Offiziere in den niederen Rangstufen üblichen Dienst in verschiedenen Einheiten und Standorten. Er diente zunächst in der 11. Luftlandedivision, mit der er im Jahr 1958 als Zugführer einer Kompanie im Libanon während der Libanonkrise eingesetzt war.
In den Jahren 1961 bis 1963 war Thurman im Vietnamkrieg als Nachrichtenoffizier eingesetzt. Danach wurde er, obwohl er kein Absolvent der United States Military Academy in West Point war, als taktischer Offizier Mitglied des dortigen Stabs. Nach seinem Studium am Command and General Staff College kehrte er im Jahr 1967 nach Vietnam zurück, wo er Bataillonskommandeur im 35. Artillerieregiment wurde. Im Jahr 1970 beendete er sein Studium am Army War College. In den folgenden Jahren bekleidete er mehrere Aufgaben sowohl als Kommandeur als auch als Stabsoffizier verschiedener Einheiten.
Zwischen 1979 und 1981 befehligte Thurman den United States Army Recruiting Command in Fort Knox in Kentucky. Dieser unterstand dem United States Army Training and Doctrine Command (TRADOC). Danach leitete er bis 1983 die G1 Stabsabteilung (Personal) im Heeresministerium. Es folgten seine im Einleitungssatz dieses Artikels erwähnten Stellungen als Vice Chief of Staff der Armee (1983–1987), als Kommandeur des TRADOC und des Southern Commands.
Noch während seiner Zeit als Kommandeur des Southern Commands wurde bei Maxwell Leukämie festgestellt. Im Jahr 1991 trat er daher krankheitsbedingt in den Ruhestand. Er starb am 1. Dezember 1995 und wurde auf dem amerikanischen Nationalfriedhof Arlington beigesetzt.

## Auszeichnungen
Auswahl der Dekorationen, sortiert in Anlehnung der Order of Precedence of the Military Awards:
- Defense Distinguished Service Medal
- Army Distinguished Service Medal (2 ×)
- Legion of Merit (2 ×)
- Bronze Star (2 ×)
- Meritorious Service Medal (2 ×)
- Air Medal (3 ×)
- Army Commendation Medal (2 ×)